# Megaselia nudipalpis
Megaselia nudipalpis är en tvåvingeart som beskrevs av Borgmeier 1962. Megaselia nudipalpis ingår i släktet Megaselia och familjen puckelflugor. Inga underarter finns listade i Catalogue of Life.